# Classe (filosofia)
Em pelo menos uma fonte, uma "classe" é um conjunto no qual um membro individual pode ser reconhecido em uma ou em ambas as duas maneiras: a) ele é incluído em uma definição extencional de todo o conjunto (uma lista de membros do conjunto); b) Ele corresponde a uma definição intencional de um conjunto membro. Em contraste, um "tipo" é uma definição intencional; é uma descrição que é suficientemente generalizada para acomodar cada membro de um conjunto.
Os filósofos às vezes distinguem classes de tipos (types) e tipos (kinds). Podemos falar sobre a classe dos seres humanos, assim como podemos falar sobre o tipo (ou espécie natural), o ser humano ou a humanidade. Como, então, as classes podem diferir dos tipos? Poder-se-ia pensar que eles não são realmente diferentes categorias de ser, mas normalmente, enquanto ambos são tratados como objetos abstratos, as classes não são geralmente tratadas como universais, enquanto os tipos geralmente o são.
Há, em qualquer caso, uma diferença na forma como falamos sobre tipos (types) e tipos (kinds). Dizemos que Sócrates é um tipo de símbolo de distinção, ou uma instância do natural, humano de ser. Mas repare que podemos dizer que Sócrates é um membro da classe dos seres humanos. 
Nós não diriamos que Sócrates é um "membro" do tipo, seres humanos. Nem se diria que ele é um tipo de uma classe. Ele é um símbolo (instância) do tipo (espécie). Assim, a diferença linguística é: o tipo (ou tipos) têm símbolos (ou instâncias); classes, por outro lado, têm membros.
O conceito de uma classe é similar ao conceito de um conjunto definido por seus membros. Aqui, a classe é extensional. Se, no entanto, um conjunto é definido intencionalmente, então é um conjunto de coisas que atendem a algumas exigência para ser um membro. Assim, tal conjunto pode ser visto como a criação de um tipo. Note-se que também cria-se uma classe, a partir da extensão do conjunto intencional. Um tipo sempre tem uma classe correspondente (apesar de que a classe não pode ter nenhuma membros), mas a classe não tem necessariamente um tipo correspondente.